# 6:2-Fluortelomermethacrylat
6:2-Fluortelomermethacrylat ist eine chemische Verbindung aus der Gruppe der Fluortelomere und ein Acrylsäureester.

## Gewinnung und Darstellung
6:2-Fluortelomermethacrylat kann aus dem entsprechenden 6:2-Fluortelomeralkohol gewonnen werden.

## Eigenschaften
6:2-Fluortelomermethacrylat ist eine farblose klare Flüssigkeit, die praktisch unlöslich in Wasser ist. Die Verbindung wird mit 4-Methoxyphenol als Inhibitor in den Handel gebracht.

## Verwendung
6:2-Fluortelomermethacrylat wird als Monomer für die Synthese von Seitenketten-fluorierten Polymeren mit C6-Seitenketten verwendet, welche eingesetzt werden, um vielen Produkten (einschließlich Papier mit Lebensmittelkontakt, Textilien, Stein und Fliesen, Beschichtungen) schmutz- und fleckenabweisende Eigenschaften zu verleihen. Der Anteil von ungebundenem 6:2-Fluortelomermethacrylat in den Endprodukten ist in der Regel vernachlässigbar (<0,1 %).